# Troféu Mundial por Equipes de Patinação Artística no Gelo de 2015
O Troféu Mundial por Equipes de Patinação Artística no Gelo de 2015 foi a quarta edição do Troféu Mundial por Equipes de Patinação Artística no Gelo, um evento de patinação artística no gelo organizado pela União Internacional de Patinação (em inglês:  International Skating Union) onde os patinadores artísticos, competem pelo troféu de campeão mundial por equipes. A competição foi disputada entre os dias 16 de abril e 19 de abril, na cidade de Tóquio, Japão.

## Eventos
- Equipes (Individual masculino + Individual feminino + Duplas + Dança no gelo)

## Medalhistas
| Evento           | Ouro | Prata | Bronze |
| Equipes detalhes | Max Aaron · Jason Brown · Gracie Gold · Ashley Wagner · Alexa Scimeca · Chris Knierim · Madison Chock · Evan Bates · Estados Unidos | Maxim Kovtun · Sergei Voronov · Elena Radionova · Elizaveta Tuktamysheva · Yuko Kavaguti · Alexander Smirnov · Elena Ilinykh · Ruslan Zhiganshin · Rússia | Yuzuru Hanyu · Takahito Mura · Satoko Miyahara · Kanako Murakami · Ami Koga · Francis Boudreau-Audet · Cathy Reed · Chris Reed · Japão |

## Competidores
| País           | Masculino                     | Feminino                               | Duplas                            | Dança no gelo                           |
| -------------- | ----------------------------- | -------------------------------------- | --------------------------------- | --------------------------------------- |
| Canadá         | Nam Nguyen Jeremy Ten         | Alaine Chartrand Gabrielle Daleman     | Meagan Duhamel / Eric Radford     | Kaitlyn Weaver / Andrew Poje            |
| China          | Song Nan Yan Han              | Li Zijun Zhao Ziquan                   | Sui Wenjing / Han Cong            | Wang Shiyue / Liu Xinyu                 |
| Estados Unidos | Max Aaron Jason Brown         | Gracie Gold Ashley Wagner              | Alexa Scimeca / Chris Knierim     | Madison Chock / Evan Bates              |
| França         | Florent Amodio Romain Ponsart | Laurine Lecavelier Maé-Bérénice Méité  | Vanessa James / Morgan Ciprès     | Gabriella Papadakis / Guillaume Cizeron |
| Japão          | Yuzuru Hanyu Takahito Mura    | Satoko Miyahara Kanako Murakami        | Ami Koga / Francis Boudreau-Audet | Cathy Reed / Chris Reed                 |
| Rússia         | Maxim Kovtun Sergei Voronov   | Elena Radionova Elizaveta Tuktamysheva | Yuko Kavaguti / Alexander Smirnov | Elena Ilinykh / Ruslan Zhiganshin       |

## Resultados

### Pontuação por equipes
| Pos.              | País           | Pontos |
| ----------------- | -------------- | ------ |
| Medalha de ouro   | Estados Unidos | 110    |
| Medalha de prata  | Rússia         | 109    |
| Medalha de bronze | Japão          | 103    |
| 4                 | Canadá         | 82     |
| 5                 | China          | 77     |
| 6                 | França         | 59     |

### Individual masculino
| Pos. | Nome           | Nacionalidade  | Pontos | PC         | Pontos (Equipes) | PL          | Pontos (Equipes) |
| ---- | -------------- | -------------- | ------ | ---------- | ---------------- | ----------- | ---------------- |
| 1    | Yuzuru Hanyu   | Japão          | 288.58 | 96.27 (1)  | 12               | 192.31 (1)  | 12               |
| 2    | Jason Brown    | Estados Unidos | 263.17 | 86.48 (3)  | 10               | 176.69 (2)  | 11               |
| 3    | Yan Han        | China          | 250.27 | 87.13 (2)  | 11               | 163.14 (4)  | 9                |
| 4    | Takahito Mura  | Japão          | 247.44 | 82.04 (4)  | 9                | 165.40 (3)  | 10               |
| 5    | Sergei Voronov | Rússia         | 241.01 | 79.09 (5)  | 8                | 161.92 (5)  | 8                |
| 6    | Nam Nguyen     | Canadá         | 236.05 | 77.42 (6)  | 7                | 158.63 (7)  | 6                |
| 7    | Maxim Kovtun   | Rússia         | 233.74 | 74.83 (8)  | 5                | 158.91 (6)  | 7                |
| 8    | Max Aaron      | Estados Unidos | 227.51 | 76.08 (7)  | 6                | 151.43 (8)  | 5                |
| 9    | Jeremy Ten     | Canadá         | 194.78 | 67.45 (10) | 3                | 127.33 (9)  | 4                |
| 10   | Florent Amodio | França         | 194.54 | 73.80 (9)  | 4                | 120.74 (11) | 2                |
| 11   | Song Nan       | China          | 187.42 | 62.43 (12) | 1                | 124.99 (10) | 3                |
| 12   | Romain Ponsart | França         | 184.12 | 63.51 (11) | 2                | 120.61 (12) | 1                |

### Individual feminino
| Pos. | Nome                   | Nacionalidade  | Pontos | PC         | Pontos (Equipes) | PL         | Pontos (Equipes) |
| ---- | ---------------------- | -------------- | ------ | ---------- | ---------------- | ---------- | ---------------- |
| 1    | Elizaveta Tuktamysheva | Rússia         | 205.14 | 70.93 (2)  | 11               | 134.21 (1) | 12               |
| 2    | Elena Radionova        | Rússia         | 198.50 | 68.77 (3)  | 10               | 129.73 (2) | 11               |
| 3    | Gracie Gold            | Estados Unidos | 195.55 | 71.26 (1)  | 12               | 124.29 (5) | 8                |
| 4    | Ashley Wagner          | Estados Unidos | 191.51 | 64.55 (4)  | 9                | 126.96 (4) | 9                |
| 5    | Satoko Miyahara        | Japão          | 189.64 | 60.52 (6)  | 7                | 129.12 (3) | 10               |
| 6    | Kanako Murakami        | Japão          | 175.71 | 62.39 (5)  | 8                | 113.32 (6) | 7                |
| 7    | Li Zijun               | China          | 162.50 | 58.83 (7)  | 6                | 103.67 (7) | 6                |
| 8    | Gabrielle Daleman      | Canadá         | 156.46 | 57.59 (8)  | 5                | 98.87 (8)  | 5                |
| 9    | Laurine Lecavelier     | França         | 148.27 | 52.84 (10) | 3                | 95.43 (9)  | 4                |
| 10   | Maé-Bérénice Méité     | França         | 142.83 | 52.06 (11) | 2                | 90.77 (10) | 3                |
| 11   | Alaine Chartrand       | Canadá         | 136.54 | 54.64 (9)  | 4                | 81.90 (11) | 2                |
| 12   | Zhao Ziquan            | China          | 120.89 | 44.92 (12) | 1                | 75.97 (12) | 1                |

### Duplas
| Pos. | Nome                              | Nacionalidade  | Pontos | PC        | Pontos (Equipes) | PL         | Pontos (Equipes) |
| ---- | --------------------------------- | -------------- | ------ | --------- | ---------------- | ---------- | ---------------- |
| 1    | Sui Wenjing / Han Cong            | China          | 210.93 | 71.20 (1) | 12               | 139.73 (2) | 11               |
| 2    | Meagan Duhamel / Eric Radford     | Canadá         | 209.38 | 68.68 (2) | 11               | 140.70 (1) | 12               |
| 3    | Yuko Kavaguti / Alexander Smirnov | Rússia         | 194.04 | 66.97 (3) | 10               | 127.07 (4) | 9                |
| 4    | Alexa Scimeca / Chris Knierim     | Estados Unidos | 192.09 | 64.22 (4) | 9                | 127.87 (3) | 10               |
| 5    | Vanessa James / Morgan Ciprès     | França         | 167.97 | 58.66 (5) | 8                | 109.31 (5) | 8                |
| 6    | Ami Koga / Francis Boudreau-Audet | Japão          | 135.29 | 46.87 (6) | 7                | 88.42 (6)  | 7                |

### Dança no gelo
| Pos. | Nome                                    | Nacionalidade  | Pontos | DC        | Pontos (Equipes) | DL         | Pontos (Equipes) |
| ---- | --------------------------------------- | -------------- | ------ | --------- | ---------------- | ---------- | ---------------- |
| 1    | Kaitlyn Weaver / Andrew Poje            | Canadá         | 182.93 | 73.14 (1) | 12               | 109.79 (2) | 11               |
| 2    | Gabriella Papadakis / Guillaume Cizeron | França         | 181.92 | 70.86 (3) | 10               | 111.06 (1) | 12               |
| 3    | Madison Chock / Evan Bates              | Estados Unidos | 174.41 | 72.17 (2) | 11               | 102.24 (3) | 10               |
| 4    | Elena Ilinykh / Ruslan Zhiganshin       | Rússia         | 158.19 | 63.09 (4) | 9                | 95.10 (4)  | 9                |
| 5    | Wang Shiyue / Liu Xinyu                 | China          | 142.31 | 55.32 (5) | 8                | 86.99 (5)  | 8                |
| 6    | Cathy Reed / Chris Reed                 | Japão          | 123.23 | 49.99 (6) | 7                | 73.24 (6)  | 7                |